# Ritchie Blackmore’s Rainbow
Ritchie Blackmore’s Rainbow (с англ. — «Радуга Ричи Блэкмора») — дебютный альбом британско-американской группы Rainbow, вышедший 17 мая 1975 года. В чартах Британии этот диск занял 11-е место, в США — 30-е. Альбом являлся любимым для вокалиста Ронни Джеймса Дио, по его словам.

## История создания
К 1975 году Ричи Блэкмор всё больше и больше разочаровывается в музыке Deep Purple. Но тем временем, он все больше и больше времени проводит с музыкантами из группы Elf и в особенности с их вокалистом Ронни Джеймсом Дио. B феврале 1975 года, когда образовался перерыв в туре Deep Purple, Ричи с музыкантами Elf вылетает в Западную Германию для записи своего сольного альбома.
7 апреля 1975 года в Париже состоялся последний концерт Deep Purple с Блэкмором до воссоединения «золотого состава» Deep Purple в 1984 году. И в жизни Ричи началась эпоха Rainbow (1975—1984).
Фактически, к моменту начала записи дебютного альбома Ричи был всё ещё членом группы Deep Purple, поэтому диск был записан под лейблом Oyster, который был подразделением Purple Records. Уведомление об уходе гитариста было опубликовано 21 июня 1975 года. Первый состав группы, членами которой были Блэкмор и бывшие участники Elf, просуществовал недолго, Ричи все время заменял то одного, то другого участника группы, и в конце концов, остался только Ронни Джеймс Дио.

## Об альбоме
Альбом открывает песня «Man on the Silver Mountain», которую Goldmine Magazine называет самой знаменитой песней дебютного диска Rainbow и одним из первых основополагающих треков будущего жанра пауэр-метал. Как пишет онлайн-издание Ultimate Classic Rock, эта песня впервые систематизировала творческое видение Ричи Блэкмора для Rainbow и доказала, что группа будет силой, с которой придется считаться еще долгие годы: «несмотря на некоторую нехватку продюсерской мощи, фирменный рифф и вызывающий эмоции текст песни вошли в историю хэви-метала — они даже последовали за Ронни Джеймсом Дио в могилу, будучи выгравированными на его надгробии». Журнал Revolver считает, что трек «Man on the Silver Mountain» больше тяготеет к блюзовому хард-року. «Его неотразимый грув и убойные риффы идеально демонстрируют динамизм и многогранность, которые Дио исследовал на протяжении своей долгой и плодотворной карьеры», — пишет журнал.
Вторую песню, «Self Portrait», музыкальный критик Мартин Попофф считает «самой прогрессивной и, возможно, даже самой средневековой из добрых четырёх-пяти треков альбома». По мнению критика, в песне есть элегантность, благодаря извилистому риффу Ричи, структуре вальса из трёх четвертей, акцентам тамбурина и печальному повторяющемуся припеву Ронни «down down down». Попофф также отмечает, что песня не похожа на Elf, выделяет гитарное соло, и называет интересной линию баса Крейга Грубера. Фолк-рок-группа Блэкмора Blackmore's Night записала кавер-версию «Self Portrait» для альбома Under a Violet Moon. 
Третья песня альбома, «Black Sheep Of The Family» — это именно та кавер-версия британской прог-группы Quatermass, которую Ричи Блэкмору не удалось уговорить исполнить остальных участников Deep Purple. Новая запись, сделанная в студии в Тампе-Бэй в декабре 1974 года, которая задумывалась как разовая сессия с Дио и остальными участниками Elf, в конечном итоге превратилась в Rainbow.  
Завершающую первую сторону оригинального LP композицию «Catch the Rainbow» музыкальный обозреватель Эдуардо Ривадавиа называет «самой красивой и чистой балладой в карьере Ричи Блэкмора». В этой песне Блэкмор резко замедляет темп и демонстрирует своё мастерство блюза. Некоторые специалисты отмечают звуковую и эмоциональную связь между песнями «Catch the Rainbow» и «Little Wing» Джими Хендрикса. Как пишет журнал Classic Rock: «Отдавая дань уважения Джими Хендриксу, он предоставляет свободу вокалисту Ронни Джеймсу Дио, позволяя ему исполнить одно из своих лучших вокальных выступлений, пробуждая надежды и мечты Авалона». 
Ещё одна баллада в альбоме — «Temple of the King» со второй стороны пластинки, одна из самых красивых и элегических песен, записанных группой. Композиция известна мелодичным голосом Дио, гармониями и наложениями, но единая тема Блэкмора надолго западает в память. По мнению журнала Rolling Stone, короткое, но блестящее гитарное соло добавляет волшебства, а зрители на концертах часто подпевали начальным строкам песни. Far Out Magazine считает, что эта песня целиком посвящена пасторальным картинам, а гитары создают идиллическую, в стиле The Beatles, работу, которая лишь немного отличается от Маккартни времен его раскованного Revolver. «Барабаны звучат жалобно, гитары звенят, а бас волнообразно движется под напором голосов, пронизывающих композицию», — пишет журнал. 
Композиция «Sixteenth Century Greensleeves» была записана в Тампа-Бэй (Флорида), в конце 1974 года во время сессий записи вместе с песней «Black Sheep of the Family». Мартин Попофф описал свои впечатления от песни «Sixteenth Century Greensleeves» следующим образом: «Великолепная, скорбная, вневременная, но в то же время старинная мелодия Ричи, подкрепляется тем, как Ронни находит смысл в своих подземельях и драконах… Как ни странно, робкая игра группы Elf здесь как бы подчеркивает Ричи и его мощные аккорды, которые расположены высоко в миксе, в совокупности вызывая в памяти приём, которому Bachman-Turner приписывал Overdrive: превращая песню в хэви-метал, фактически стирая всё, кроме искажённой электрогитары».
Последняя композиция альбома, «Still I’m Sad» (кавер-версия The Yardbirds), записанная в виде инструментального трека, впоследствии обрела текст. Законченная версия песни исполнялась на концертах Rainbow 1976-77 годов. В 1995 году Блэкмор перезаписал «Still I’m Sad» для альбома Rainbow Stranger In Us All.

## Критика и признание
Музыкальный критик Мартин Попофф в своём обзоре для Goldmine Magazine написал:  «Первый из двух альбомов „Ritchie Blackmore’s Rainbow“ вошел в историю как дебютный альбом Ронни Джеймса Дио, и именно благодаря ему, а также риффам Ричи, появились две классические композиции всех времен — „Sixteenth Century Greensleeves“ и „Man on the Silver Mountain“».
Обозреватель журнала Classic Rock считает, что уважение и взаимопонимание гитариста [Блэкмора] к певцу [Дио] возникли мгновенно, и вскоре появился альбом, содержащий ставшие классикой «Man On The Silver Mountain», «Catch The Rainbow», «Temple Of The King» и хард-роковый инструментальный кавер на «Still I’m Sad» группы The Yardbirds. По мнению обозревателя журнала, продакшн Мартина Бёрча был немного скучным, но Rainbow больше никогда не выпускали столько отличных песен на одном альбоме.
В 2022 году журнал Classic Rock включил альбом в список «100 лучших дебютных альбомов всех времён».
По мнению некоторых специалистов, возвышенные, эпические фэнтезийные образы и барочные музыкальные мотивы песен альбома «Man on the Silver Mountain», «Temple of the King» и «Sixteenth Century Greensleeves», оказали огромное влияние на будущие хард-роковые группы, особенно в области пауэр-метала и симфонического метала, такие как Manowar, Nightwish и DragonForce.

## Список композиций
| №  | Название                     | Автор(ы)     | Длительность |
| -- | ---------------------------- | ------------ | ------------ |
| 1. | «Man on the Silver Mountain» | Блэкмор, Дио | 4:42         |
| 2. | «Self Portrait»              | Блэкмор, Дио | 3:17         |
| 3. | «Black Sheep of the Family»  | Стив Хаммонд | 3:22         |
| 4. | «Catch the Rainbow»          | Блэкмор, Дио | 6:27         |

| №  | Название                          | Автор(ы)                        | Длительность |
| -- | --------------------------------- | ------------------------------- | ------------ |
| 1. | «Snake Charmer»                   | Блэкмор, Дио                    | 4:33         |
| 2. | «Temple of the King»              | Блэкмор, Дио                    | 4:45         |
| 3. | «If You Don’t Like Rock 'n' Roll» | Блэкмор, Дио                    | 2:38         |
| 4. | «Sixteenth Century Greensleeves»  | Блэкмор, Дио                    | 3:31         |
| 5. | «Still I’m Sad»                   | Пол Самвелл-Смит, Джим Маккарти | 3:51         |

## Дополнительные факты
- Немецкий гитарист Аксель Руди Пелл записал кавер-версию «Still I’m Sad» для трибьют-альбома Дио Holy Dio: A Tribute to the Voice of Metal Ronnie James Dio. Кавер-версия «The Temple of the King» включена в его сборник The Ballads III.
- Метал-группа Opeth исполнила «Catch the Rainbow» на концерте памяти Ронни Джеймса Дио. Джек Старр записал кавер-версию «Catch the Rainbow» для альбома Deviance; трек вошёл в трибьют-альбом Дио Magic.

## Участники записи
- Ронни Джеймс Дио — вокал
- Ричи Блэкмор — гитара
- Мики Ли Соул — клавишные
- Крэйг Грабер — бас-гитара
- Гэри Дрискол — ударные
- Shoshana — бэк-вокал